# 227ª Divisione costiera
La 227ª Divisione Costiera fu una divisione di fanteria del Regio Esercito Italiano attiva durante la seconda guerra mondiale che venne formata nel luglio 1943 e schierata in Calabria, dove unì agli alleati. Venne sciolta nell'autunno del 1945.

## Storia
La divisione fu costituita nel luglio 1943 a Cosenza. Le divisioni costiere del Regio Esercito erano divisioni di seconda linea formate con riservisti ed equipaggiate con materiale di seconda scelta; reclutate localmente, erano spesso comandate da ufficiali richiamati dal pensionamento. Faceva parte della guarnigione posta a difesa delle coste della Calabria ed era dislocata sul mare Ionio, lungo un fronte di 71 km fra Sant'Angelo e Nova Siri. Dopo l'annuncio dell'armistizio di Cassibile, l'8 settembre 1943 la divisione si arrese all'XIII Corps britannico, che stava risalendo la Calabria durante l'operazione Baytown e si unì all'esercito cobelligerante italiano. Per il resto della campagna d'Italia la divisione svolse compiti di sicurezza e di lavoro nelle retrovie per la Eighth Army. La divisione fu sciolta nell'autunno del 1945.

## Ordine di battaglia
227ª Divisione costiera luglio 1943
- 141º Reggimento fanteria costiera
  - su 4 Reggimento (I-II-III-IV)

- 145º Reggimento fanteria costiera
  - su 4 Reggimento (I-II-III-IV)

- 410ª Compagnia genio

227ª Divisione costiera settembre 1943
- 141º Reggimento fanteria costiera
  - su 4 Reggimento (I-II-III-IV)

- 145º Reggimento fanteria costiera
  - su 4 Reggimento (I-II-III-IV)
- 148º Reggimento costiera
- 1ª Compagnia genio
- 450º Distaccamento anti-paracadutisti
- Plotone genio
- Distaccamento minatori

## Comandanti
- Generale di Brigata Luigi Chatrian (luglio 1943 - ?)[1]